# Sena (Új-Mexikó)
Sena statisztikai település az USA Új-Mexikó államában, San Miguel megyében. Lakosainak száma 155 fő (2020. április 1.).

## Népesség
A település népességének változása:

| 2010 | 129 |
| 2020 | 155 |